# Malaco
Malaco er et svensk konfekturemærke for slik og andre søde sager, som i dag tilhører konfekturevirksomheden Cloetta. Navnet Malaco kommer fra de indledende bogstaver i Malmö Lakrits Compani. De står bag produkter som Lagerman Konfekt, Familie Guf, Strømpebånd, Lakridssnører m.v.

## Historie
Malaco etableredes i 1934 under navnet Malmö Lakrits Compani af det danske A/S Lagerman Junior, der var blevet grundlagt i København i 1905. Virksomheden lå på Lundavägen 17 i Malmø, men flyttede i 1948 til en nybygning på Norbergsgatan i Sofielunds industriområde. Yderligere en fabrik kom til i 1968 på Fabriksvej i Slagelse i Danmark. Ved den sidste udvidelse i 2001 blev fabriksarealet øget til i alt ca. 20.000m². I 2001 blev der desuden indviet et nyt distributionslager i Slagelse på 6.000 m². I november 2010 blev det meldt ud, at Leaf ville afvikle den danske produktion, der over en periode frem til 2012 skulle udflyttes til Slovakiet. 200 medarbejdere blev opsagt. Fabrikken i Malmø nedlagdes i april 2001, og siden da findes i Malmø ikke længere fremstillingsvirksomhed, men udelukkende et lager.
Salget af Malacos produkter var i begyndelsen begrænset til Norden, men fra 1950'erne forekom sågar eksport til USA. I 1988 opkøbtes Malaco af Marabou-koncernen, og kom dermed fra 1990 til at indgå i Freia Marabou A/S, som til gengæld opkøbtes af Kraft General Foods i 1993. I 1997 videresolgtes Malaco til den hollandske fødevarekoncern CSM. Efter CSM opkøbte den finske virksomhed Huhtamäkis konfekturedel Leaf (med oprindelse i blandt andet Ahlgrens Tekniska Fabrik), samledes begge virksomheder som MalacoLeaf AB. Efter et ejerskifte i marts 2005 ændredes navnet til Leaf.

## Lagerman Lakridskonfekt
I sommeren 2011 ændrede Malaco den traditionsrige Lagerman Lakridskonfekt, så den indeholder naturlige farvestoffer og aromaer. Da denne når de danske butikker op mod juletid, opstår der forbrugerstorm på diverse internetfora og sociale medier, fordi forbrugerne mener, at smagen er ændret. Malaco tilpasser herefter produktet i samarbejde med de mest kritiske forbrugere, så smagen igen kommer til at minde om den oprindelige konfekt.

## Produkter
- Ahlgrens biler
- Djungelvrål
- Fruxo
- Gott & blandat
- Kick
- Pastellfiskar
- Pim Pim
- Skipper's Pipes
- Snöre
- Zig Zag
- Zoo